# 태화초등학교
태화초등학교는 대한민국 울산광역시 중구에 있는 초등학교입니다.

## 학교 연혁
- 1972.05.05 태화국민학교 설립인가
- 1975.03.25 개교(13학급)
- 1985.06.01 학구 조정(우정초등학교 6학급)
- 1986.02.28 병설유치원 개원인가(2학급)
- 1992.02.29 학구 조정(명정초등학교 29학급)
- 2016.09.01	제16대 조상제 교장 취임
- 2018.02.13	제43회 졸업(졸업생 129명, 누계 10,728명)
- 2024.09.01	제19대 이봉철 교장 취임
- 2025.01.13	제50회 졸업식(졸업생 143명, 누계 11735명)
- 2025.03.01	34학급(특수학급 2학급) 편성